# Mandelbrot-halmaz

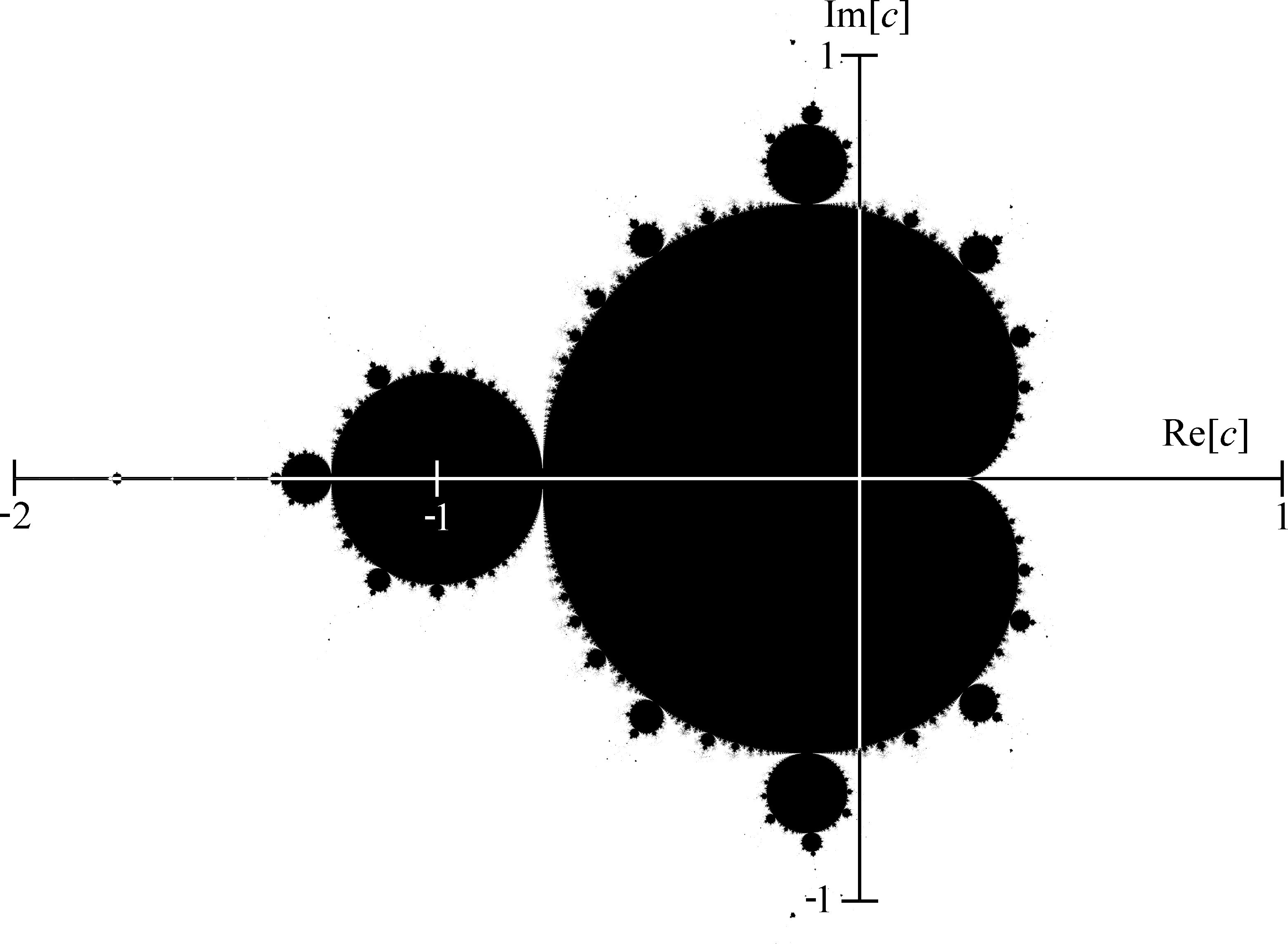
A kétdimenziós Mandelbrot-halmaz a komplex számsíkban

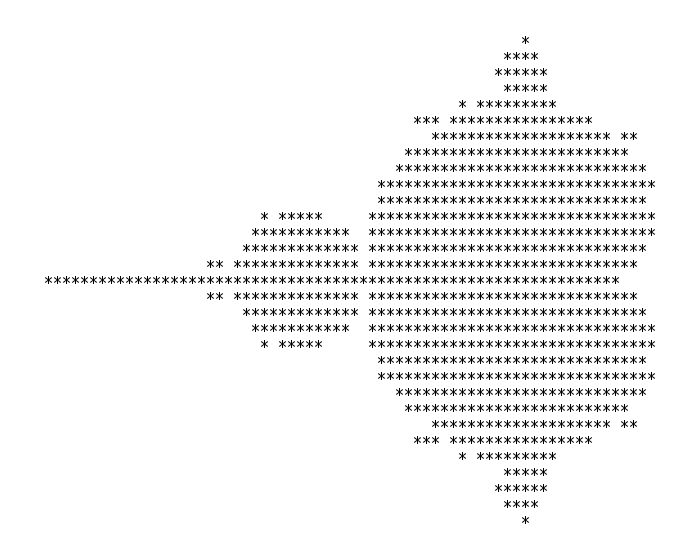
A Mandelbrot-halmaz korai, kis grafikus teljesítményű rendszeren készült számítógépes ábrázolása

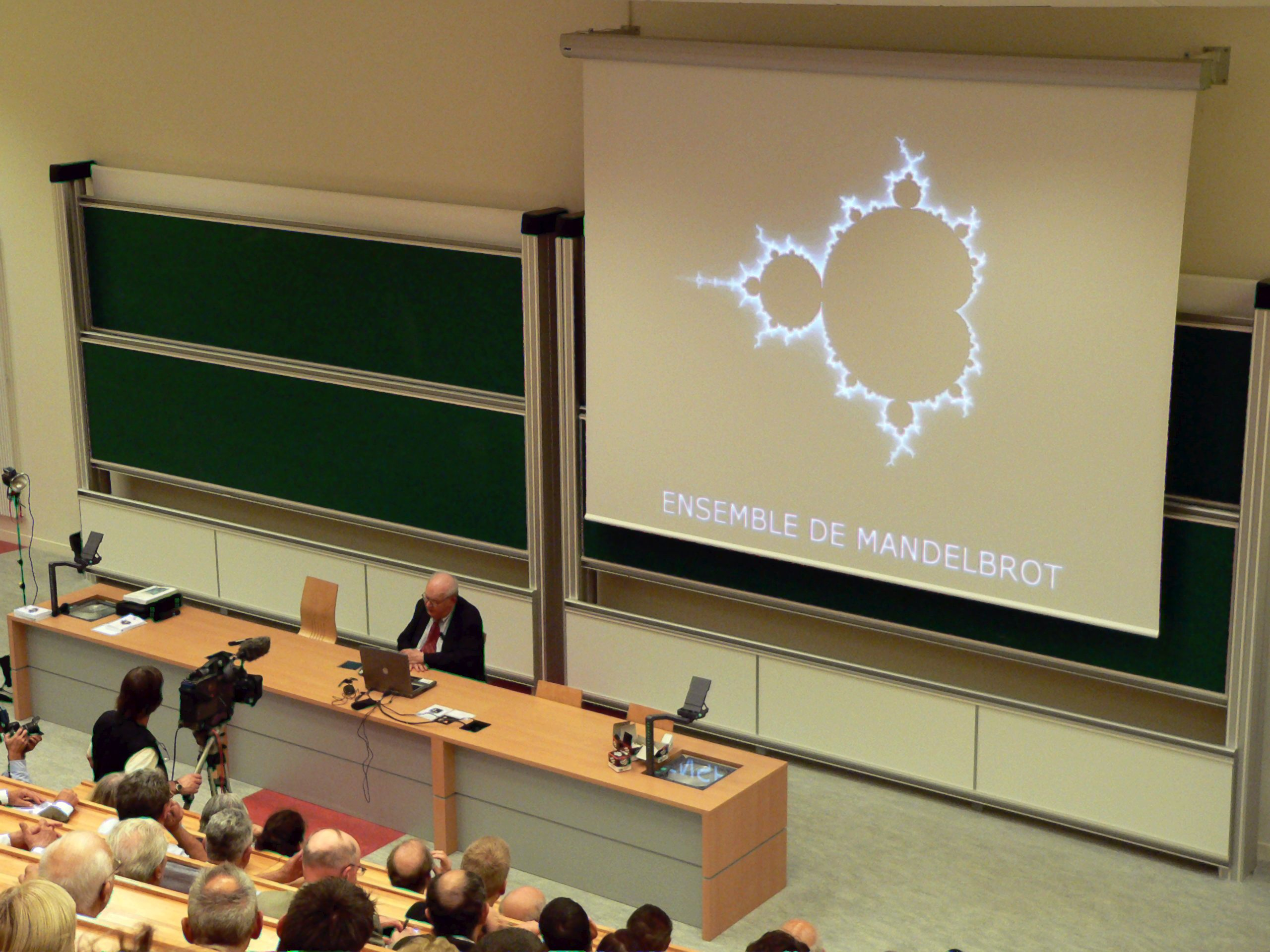
Benoît Mandelbrot a katedránál, a vetítővásznon a róla elnevezett Mandelbrot-halmaz

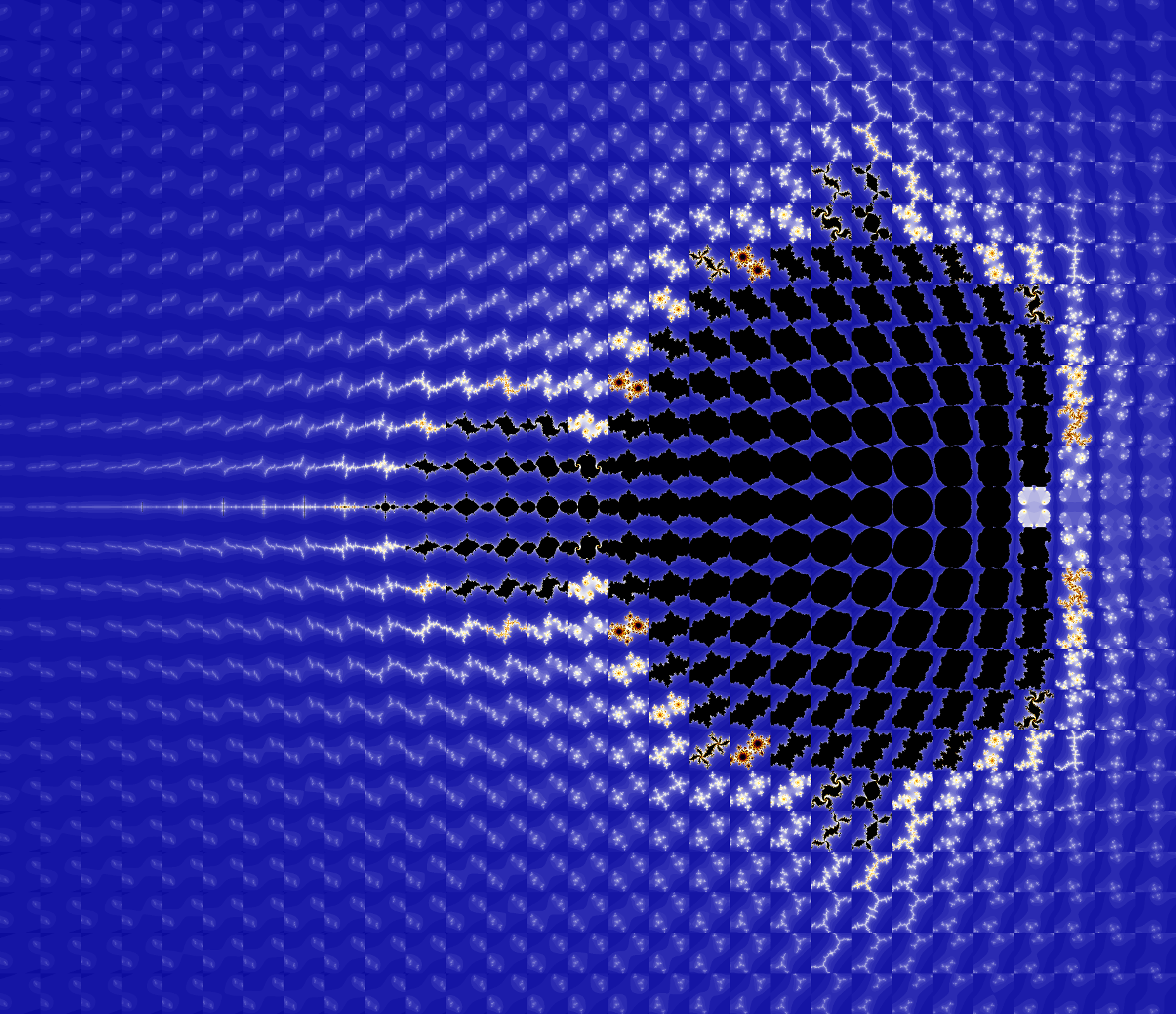
A Mandelbrot-halmaz mint a Julia-halmazok "térképe"

Mandelbrot-halmaz kicsinyítése

A matematikában a Mandelbrot-halmaz azon c komplex számokból áll (a „komplex számsík” azon pontjainak mértani helye, halmaza), melyekre az alábbi (komplex szám értékű) {\displaystyle {x_{n}}} rekurzív sorozat:
nem tart végtelenbe, azaz abszolút értékben (hosszára nézve) korlátos.
A Mandelbrot-halmazt a komplex számsíkon ábrázolva, egy nevezetes (és hasonnevű) fraktálalakzat adódik.

Tehát, az M Mandelbrot-halmaz a komplex számoknak az az {\displaystyle M\subset \mathbb {C} } részhalmaza, melyre 
A halmaz definíciója ekvivalens a következővel:
M azon komplex számok halmaza, melyekre az 
c-vel paraméterezett függvényrendszer elemeihez tartozó Julia-halmaz összefüggő. A Mandelbrot-halmaz grafikus megjelenítése úgy történik, hogy az ilyen tulajdonságú c pontokat a komplex számsíkon ábrázolják.
A Mandelbrot-halmazt Benoît Mandelbrot fedezte fel, és Adrien Douady és John Hamal Hubbard nevezte el róla 1982-ben ().
A Mandelbrot-halmaz körül a róla készült számítógépes grafikák nyomán a kilencvenes évektől kezdve, mondhatni, szakmai - de a szakmán túl is mutató - , közéleti és popkulturális nemzetközi kultusz alakult ki, köteteket írtak róla és a tanulmányozásából kialakult ún. fraktál-geometriáról, tudományos cikkek és egyetemi (pl. informatikai) kézikönyvek, tudományos ismeretterjesztő művek kedvelt példaalakzata lett, amatőr és profi művészeti alkotások egész sora foglalkozott vele, és egy új művészeti paradigma, a fraktálművészet megalakulása is elsősorban a felfedezésének köszönhető.

## Jellemzői

A Mandelbrot-halmaz nagyításának egy szakasza

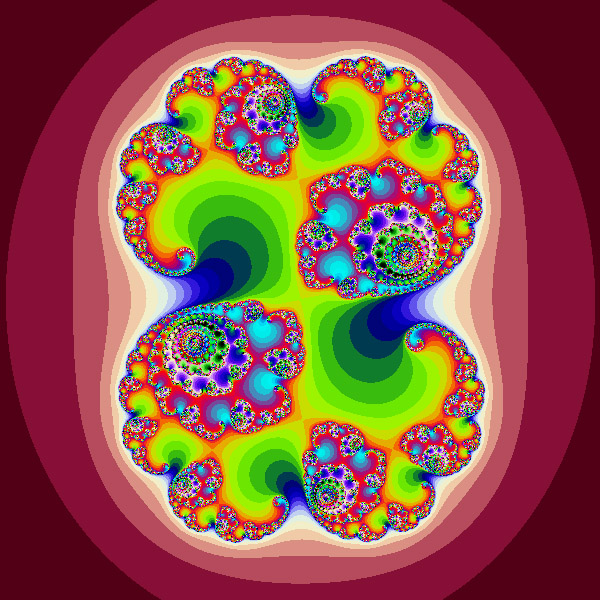
Julia-halmaz Mandelbroton belüli c-vel

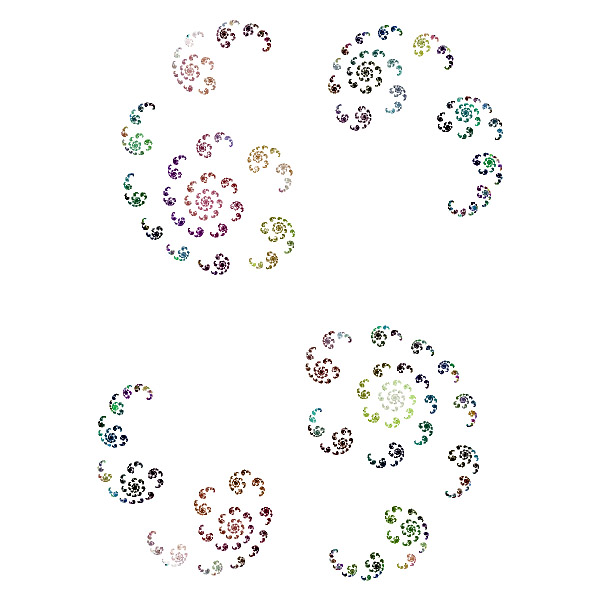
Julia-halmaz Mandelbroton kívüli c-vel

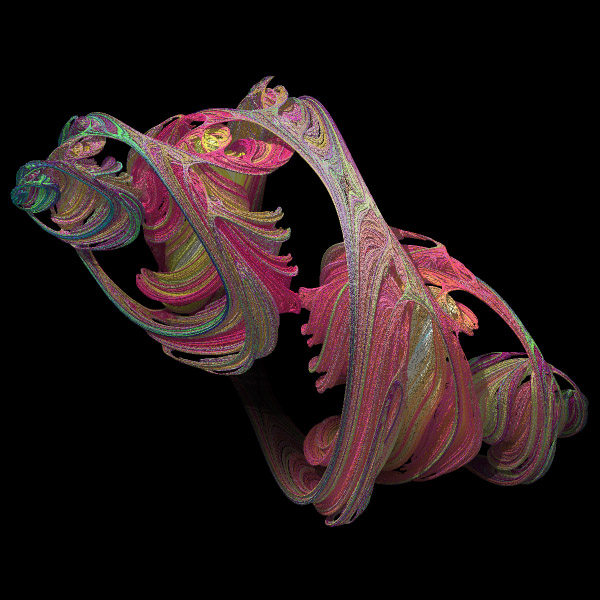
3 dimenziós Julia-halmaz

### A komplex számsík mint leíró eszköz
A Mandelbrot-halmaz egy síkbeli alakzat, amelyet egy alapvetően nagyon egyszerű algebrai összefüggés bonyolultabb (végtelennel kapcsolatos, analitikus fogalmakat, határértékszámítást igénylő) elemzése ad meg, rajzol ki. Ezeknek az összefüggéseknek a még legegyszerűbb (bár nem az egyetlen lehetséges) megközelítési módja a komplex számok felhasználásával történhet. A Mandelbrot-halmaz a komplex számsíkon ábrázolható alakzat, amely számsík geometriailag semmiben sem különbözik a jól ismert („euklideszi”) síktól, csak a pontok számokkal való leírása más.
Az euklideszi sík minden pontja megadható egy valós számokból álló számpárral, a derékszögű v. Descartes-koordinátáikkal: az (a,b) számpár egy pontot ír le a síkon. Ugyanez a pont leírható (egyértelműen megadható) az a+bi komplex számmal is, ahol a és b továbbra is a pont derékszögű koordinátái, az i nem valós szám viszont úgy van definiálva, miszerint i·i = i² = -1, vagyis a -1 négyzetgyöke. Geometriailag az a valós szám a pontnak a vízszintes (v. valós) tengelyen mért koordinátája, a b a függőlegesen felmért (vagy képzetes) koordináta, az i szám pedig a függőlegesen felmért - pozitív irányba mutató, vagyis iránnyal is rendelkező - hosszegység (egységvektor). Az összeadás és szorzás a valós számoknál megszokott szabályok figyelembevételével történik, az egyetlen újdonság, hogy az i négyzete mindig -1. Geometriailag - amint az meglehetősen elemi eszközökkel bizonyítható - az összeadás vektorösszeadás, a szorzás pedig forgatva nyújtás (a pontok origótól való távolságai összeszorzódnak, a vízszintes tengellyel bezárt irányszögek pedig összeadódnak). Az a+bi nagysága (abszolút értéke) egyenlő az a²+b² négyzetgyökével, geometriailag az origó és a komplex számmal ábrázolt pont távolsága.

### Az iteráció szerepe és a halmazba eső pontok megrajzolása
Az alapképletben (z → z² + c) a z és c komplex számok. Ez nem az alakzat algebrai egyenlete, hanem iterációval (az eredménynek a képlet változójába való, a végtelenségig ismételt behelyettesítésével) alkot Mandelbrot-halmazt, amikor a z² tagot mindig az előző művelet eredményeként kapott z értékével számítjuk újra. Ezáltal minden adott kezdeti c érték esetén a lépésenként kapott z1, z2, z3, … stb. értékek (c; c²+c, (c²+c)²+c, [(c²+c)²+c]2+c … stb. ) a komplex síkon egymástól mindig kissé eltérő helyet foglalnak el, egy pontsorozatot alkotnak. Ez még mindig nem a Mandelbrot-halmaz. Viszont minden egyes kiinduló c esetében megnézhető, hogy a pontsorozat hogyan viselkedik. (Az iterációval kapott számsorozatok többféleképpen viselkedhetnek: 1). Egy adott értékhez tartanak (konvergencia); 2). Két, vagy több érték között ingadoznak határértékben (határciklus); 3). Korlátosak maradnak, de elemeik soha nem ismétlődnek (kaotikus dinamikai rendszer); 4). Végtelenbe tartanak
Azok a c komplex számok, amelyek az első három kategória valamelyikébe tartoznak, a Mandelbrot-halmaz pontjai.
Ha azt tapasztaljuk, hogy a pontok origótól való távolsága minden határon túl növelhető (az n iterációszám növekedtével a pontsorozat „igyekszik lemászni a térképről”), akkor azt mondjuk, a pontsorozat a végtelenbe tart (pontatlanul fogalmazva, néha azt is mondják, hogy a c pont tart a végtelenbe). Ez esetben az eredeti kiindulópontot (c) fehérre, vagy egy előre megadott színre színezzük, ami annak elismerését jelenti, hogy nem tartozik a Mandelbrot-halmazhoz. Minden más esetben (ld. lentebb) feketére, vagy egy másik megadott színre színezzük, ami azt jelenti, a Mandelbrot-halmazhoz tartozik.
Látható, hogy a Mandelbrot-halmaz egy meglehetősen bonyolultan definiált mértani hely. Azon pontok tartoznak hozzá, melyek teljesítenek egy legkönnyebben komplex számokkal megfogalmazható bonyolult határérték-számítási feltételt v. tulajdonságot.

### Geometriai és topológiai tulajdonságai
A Mandelbrot-halmaz tükörszimmetrikus a valós tengelyre. Összefüggő, és telt, vagyis nem tartalmaz szigeteket, vagy lyukakat. Azonban nem ismert, hogy egyszeresen összefüggő, avagy útösszefüggő-e. Önhasonló, de nem pontosan; nincs két részstruktúrája, ami matematikai értelemben is hasonló lenne. Sok perempont környezete azonban határértékben periodikus mintázatot mutat. 
Mivel a Mandelbrot-halmaz körlapokat és kardioidlapot tartalmaz, azaz kétdimenziós síkidomokat is magába foglal, ugyanakkor minden pontja egy síkba esik, hagyományos dimenziója és fraktáldimenziója is kettő. Eszerint, fura és picit ironikus módon, a fraktálok tanulmányozását motiváló legikonikusabb alakzat a legtipikusabb fraktáldefiníció szerint (fraktál = törtdimenziós alakzat), nem is számít fraktálnak. Habár ezt a fraktál-definíciót végül maga Mandelbrot is elvetette, aki eredetileg javasolta. 
Fraktálnak tekinthető a Mandelbrot-halmaz határvonala, minthogy végtelen hosszú, habár Sisikura Micuhiro szerint szintén kétdimenziós, ezért a dobozszámlálási dimenziója is kettő. Nem ismert viszont a határvonal területe, mint ahogy a teljes Mandelbrot-halmaz területe sem. Numerikus becslések szerint a Mandelbrot-halmaz területe 1,506 591 77; egyes nem bizonyított meggondolások szerint a pontos terület {\displaystyle {\sqrt {6\pi -1}}-e=1{,}506\,591\,651\ldots }.

### Fraktálszerű tulajdonságai
A Mandelbrot-halmaz peremén megtalálhatók a Mandelbrot-halmaz hozzávetőleges, kicsinyített másai; ezek az úgynevezett szatelliták. Minden képkivágás, ami egyaránt tartalmaz pontokat a Mandelbrot-halmazból és a Mandelbrot-halmazon kívülről, végtelen sok ilyen szatellitát tartalmaz.
Mivel minden szatellitát további szatelliták öveznek, ezért mindig van egy hely, ahol tetszőleges struktúrák tetszőleges sorrendben tartalmazzák egymást. Ennek észleléséhez azonban nagyon nagy nagyítás kell.

## Kapcsolata a Julia-halmazokkal
Amennyiben az alapképletben a z a változó érték, akkor Mandelbrot-halmazt kapunk, ha a c, akkor Julia-halmazt.
Egy adott Julia-halmaz belső szerkezete a végtelenségig ugyanaz, de a különböző Julia-halmazok nagy sokféleséget vonultatnak fel.
A Julia- és Mandelbrot-halmazok összefüggnek egymással. Ha a Mandelbrot-halmaz belsejéből választunk c értéket, akkor a hozzá tartozó Julia-halmaz összefüggő lesz, ellenkező esetben viszont diffúz halmazt kapunk. Ha a c értéke pontosan a Mandelbrot-halmaz határára esik, akkor a hozzá tartozó Julia-halmaz egy bokorszerű fraktális vonal, aminek területe nulla. Így a Mandelbrot-halmaz az összes Julia-halmaz sokféleségét magában foglalja.
A Mandelbrot- és Julia-halmazok határvonala fraktál (Hausdorff-dimenziójuk pontos értéke egyelőre nem ismert), melyet bármeddig nagyítunk, sosem érünk el egy maximális nagyítást. Ez alól csak két Julia-halmaz kivétel, mégpedig a c=0 értékhez kör, a c=-2 értékhez egyenes szakasz tartozik.
A színes képek előállítására többféle módszer létezik, a színek leggyakrabban azt jelzik, egy adott pontra (pixelre) ismételten (iteráltan) alkalmazva a generáló képletet, milyen gyorsan (hányadik lépésben) derül ki egy pontról, hogy nem tartozik a Mandelbrot-halmazhoz. A színskála maga és a színes pontok azonban nem tartoznak lényegileg a matematikai leíráshoz, inkább csak szemléltető, segítő, sőt sok esetben (a színező eljárástól is függően) csak esztétikai szerepük van.

### Viselkedés és struktúra
A konvergencia éppen a kardioid lap belső pontjaira, és annak megszámlálható sok határpontjára teljesül. A periodikus határciklus a kör alakú struktúrák, és a szatelliták kardioidjainak belső pontjaira, és azok megszámlálható sok határpontjára igaz. Egy fontos sejtés szerint a Mandelbrot-halmaz minden belső pontjának van határciklusa. A sorozatok csak a megszámlálható sok Misiurewicz-Thurston-pontban periodikusak. Ilyenek például a hosszú vonalas képződmények (antennák) csúcsai, és az elágazási pontok.
A Mandelbrot-halmaz többi nem megszámlálható pontjából képzett sorozatok többféleképpen viselkedhetnek, különféle kaotikus dinamikai rendszereket alkothatnak. Épp ezért élénk kutatás tárgyai.

### Periodikus viselkedés

#### Kör alakú struktúrák

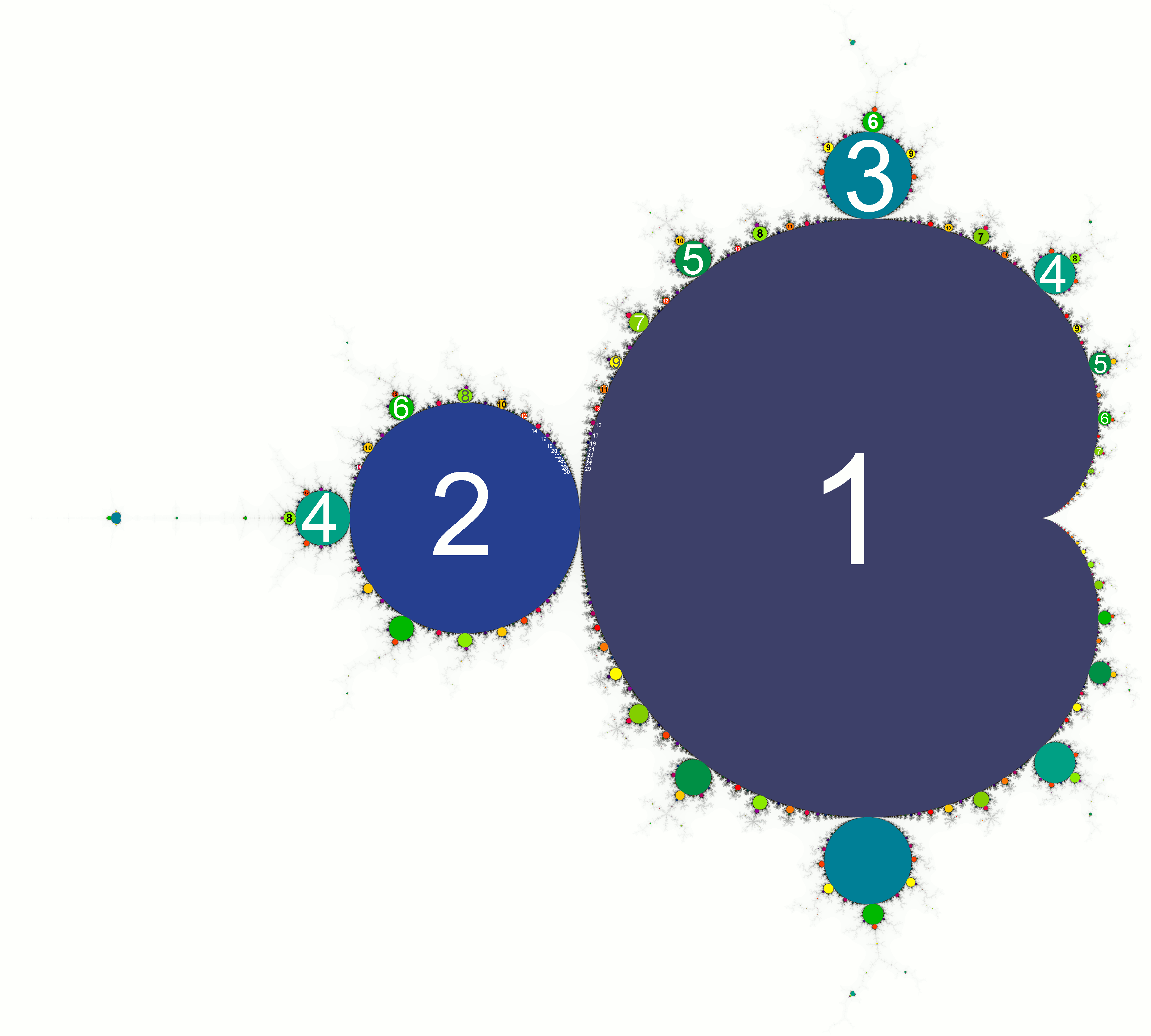
Mandelbrot-halmaz a határciklusok hosszával

A Mandelbrot-halmaz körlapjainak és a szatelliták kardiodlapjainak a határciklusai az adott lapra jellemző hosszúságúak. Ezeknek a lapoknak a helye egyértelműen megadja a határciklusok hosszát. Minden körlap érintkezik egy alaptesttel, egy nagyobb körlappal, vagy kardioiddal.
Egy lap határciklusainak hossza megegyezik az ugyanazt az alaptestet érintő két nála nagyobb szomszédos lap határciklusainak hosszának összegével. Ha csak kisebb lapok vannak, akkor az alaptest járul hozzá az összeghez.
Egyszerű következmények:
- Minél kisebb egy lap, annál hosszabbak a határciklusai.
- Egy alaptesttel érintkező legnagyobb lap határciklusa éppen az alaptest határciklusának kétszerese.
- Egy szatellita egy lapjának határciklushosszának periódushossza a szatellita kardioidjának és a fő kardioid megfelelő lapjának a határciklusának a szorzata.

#### Vonzó ciklusok
Ha egy sorozatban van egy c elem, amire zn=z0=0, akkor a sorozat az elejétől kezdve ciklikus, és periódushossza n. Mivel zn az iteráció n-szeri alkalmazásával adódik, és az iteráció minden lépésében négyzetre emelés történik, azért kifejezhető c egy 2n-1-edfokú polinomjaként. Így ennek a polinomnak a gyökei n hosszú periódust adnak. Megmutatható, hogy ha egy iterált számsorozat egy tagja elég közel van, akkor az a számsorozat ehhez a határciklushoz tart. Egy ilyen határciklust attraktornak is neveznek.
Következik, hogy az attraktort reprezentáló c értékek egy környezetében minden számsorozat az attraktorhoz tart, ami éppen egy n hosszú stabil ciklus. Minden kör- vagy kardioidlap éppen ilyen ciklus.

#### Taszító ciklusok
A vonzó ciklusok mellett vannak taszító ciklusok is. Ezek arról nevezetesek, hogy a számsorozatok nem közelednek hozzájuk, hanem távolodnak tőlük. A sorozatokban visszafelé haladva ezek is meghatározhatók.
A négyzetre emelések miatt minden zn≠0 pontnak két elődje lehet. Egyes pontokban már a második lépésben látszik olyan pont, ami ilyen instabil ciklus létezésére utal. Ilyenek az antennák végpontjai, vagy a spirál alakú struktúrák érintkezési pontjai. Ezek a Misiurewicz-pontok.
A Misiurewicz-pontok azáltal is kitűnnek, hogy egy környezetükben a Mandelbrot-halmaz oda eső része nagyon hasonlít a Julia-halmazra, bár ez a hasonlóság nem áll fenn matematikai értelemben. Minél kisebb környezetet tekintünk, annál több egyezést találunk. Ezekben a pontokban mindkét halmaz egy összefüggő fraktális vonal. A Mandelbrot-halmaz minden képkivágása, ami tartalmazza a perem egy részét, végtelen sok Misiurewicz-pontot tartalmaz, ezáltal a vonalszerű Julia-halmazok végtelen gazdagságát is.
Egy sorozat viselkedése nagyon bonyolult lehet, ha a sorozat az egyik taszító ciklus közeléből egy másik taszító ciklus közelébe ugrik. Ezek a sorozatok a Mandelbrot-halmaz struktúrákban különösen gazdag részeiből indulnak ki.
Ezek a sorozatok ábrázolva is nagy bonyolultságot mutatnak. A taszító ciklusok közelségében való kváziperiodikus viselkedés több karú spirálban jelenik meg, ahol is az egymást követő pontok körültáncolják a középpontot, miközben egyre távolabb kerülnek tőle. A karok száma megegyezik a periódus hosszával. A pontok halmozódása a spirálkarok végén két közeli taszító ciklust jelez.

#### Szatelliták
A Mandelbrot-halmaz peremén találhatók a szatelliták, amik a Mandelbrot-halmaz kicsinyített másaihoz hasonlítanak, bár ez a hasonlóság nem matematikai értelmű. Az innen induló számsorozatok viselkedése kapcsolatban áll a Mandelbrot-halmaz megfelelő helyéből kiinduló számsorozatokkal. A határciklusok hossza a megfelelő hely határciklushosszának a k-szorosa valamely k-ra. Ha a szatellitát kinagyítjuk, és a sorozatoknak minden k-adik elemét vesszük, akkor közelítőleg megkapjuk a Mandelbrot-halmaz megfelelő sorozatát. Ezt Douady és Hubbard látta be mély matematikai eszközöket véve igénybe.

### Kapcsolata a káoszelmélettel
A sorozat képzési szabálya a legegyszerűbb nemlineáris egyenlet, ami alapján a paraméter változtatásával megfigyelhető a rend átmenetele a káoszba. Ehhez elég a valós értékekre korlátozódni.
Ha –0,75 ≤ c ≤ 0,25, akkor a sorozat konvergens. Ezek az értékek éppen a fő kardioid belsejében levő valós számok. Az antennán a sorozatok kaotikusak. Az átmenet periodikus határciklusok mentén történik, mégpedig úgy, hogy a határciklusok hossza mindig megkettőződik; ezt perióduskettőződésnek és bifurkációnak hívják. Az egyes perióduskettőzésekhez tartozó szakaszokat egy-egy újabb körlap tartalmazza az almaember fejétől kezdődően. Hosszuk aránya a δ ≈ 4,669 Feigenbaum-konstanshoz tart. Az ilyen átmenetek tipikusak a valóban előforduló rendszerekben is. A kaotikus tartományban megjelenő ablakok az antennán található szatellitákhoz tartoznak.
Egyes komplex c értékekre zárt határciklusok jelennek meg, amik pontjait a sorozatok nem periodikusan, hanem kaotikusan fedik le. Ezek a különös attraktorok.
Ezzel a Mandelbrot-halmaz a káoszelmélet egy elemi objektumává válik, amin a különféle jelenségek tanulmányozhatók. A káoszelméletben ugyanolyan fontos, mint az egyenes az euklideszi geometriában.

### Univerzális struktúra
A Mandelbrot-halmaz más nemlineáris rendszerekben is felbukkan. Ennek egy fontos előfeltétele, hogy a függvények szögtartók legyenek, és legyen bennük egy c komplex paraméter. Ha iterált dinamikus rendszerként a c paraméter függvényében vizsgáljuk, akkor bizonyos esetekben a Mandelbrot-halmaz esetleg eltorzult példányai jelennek meg, amikben azonban jelen van a Mandelbrot-halmaz minden eleme. Egy ilyen kérdés például, hogy egy harmadfokú polinom gyökeinek meghatározásánál mely komplex számok a megfelelők, és melyek nem megfelelők a Newton-iteráció megindításához.
Ennek az az oka, hogy ezek a függvénycsaládok jó közelítéssel a {\displaystyle \{f_{c}:z\mapsto z^{2}+c\}} függvénycsalád elforgatottjai és eltoltjai. Bár az egyezés nem tökéletes, a Mandelbrot-halmaz mégis megjelenik. Ezt a jelenséget strukturális stabilitásnak hívják, és végeredményben ugyanez alakítja ki a szatellitákat is, mivel a részsorozatok lokálisan ugyanúgy viselkednek, mint az egész.

## Grafikus ábrázolása
A Mandelbrot-halmaz ábrázolása a nagy számításigénye miatt gépi eszközöket igényel. A képernyő megfelel a komplex sík egy részének, a pixelek az oda tartozó komplex számoknak. A számítógép minden pontra kiszámítja, hogy az iterált pontsorozat a végtelenbe tart-e. Ebben segít az a szabály, hogy ha az adott sorozat egy tagjának abszolútértéke túllépi a kettőt, akkor a végtelenbe tart. Az ehhez szükséges lépésszám méri a divergencia mértékét, amihez különböző színek rendelhetők.
Esztétikai okok miatt a határt gyakran kettőnél jóval nagyobbra veszik, különben a színes sávok hossza egyenetlen lesz. Minél nagyobb ez az érték, a színes sávok határai annál inkább közelítenek a Mandelbrot-halmaz, mint elektromosan töltött test erővonalaihoz.
A Mandelbrot-halmaz számítógépes ábrázolásainak első sikeres implementációi John Hamal Hubbard nevéhez fűződnek. Így Mandelbrot mellett Hubbard az a tudós, akinek napjaink fraktálképáradat-divatja köszönhető.
Mivel nincs korlát arra, hogy hány lépés alatt éri el egy sorozat a határt, ezért praktikus okokból be kell vezetni egy maximális iterációszámot. Ha eddig az adott c pontból indult sorozat nem érte el a határt, akkor azt a program a Mandelbrot-halmazhoz tartozónak tekinti. Minél közelebb van az adott c a Mandelbrot-halmazhoz, annál több iteráció kell a határ túllépéséhez. Ezt figyelembe kell venni a kinagyított határterületeken, így minél inkább kinagyítanak egy részletet, annál több idő kell a számításokhoz. Ha egy sorozat egy adott értékhez tart, akkor a számítás hamarább is befejeződhet. Egyes kis részletekhez vagy hosszú iterációsorozatokhoz már nem elég a megszokott algebrai pontosság, mert a kerekítési hibák megváltoztathatják a sorozat sorsát. Egyes programok ezért 100 vagy még több tizedesjeggyel számolnak.
Különösen érdekes a Mandelbrot-halmaz határa. Minél nagyobb a nagyítás, annál részletgazdagabb struktúrák találhatók. Vannak programok, amikkel kinagyíthatók ezek a részek. Itt a felhasználó kiválaszthatja a kinagyítani kívánt részletet, a színeket és azok használatának módját. Ezekkel a paraméterekkel művészi hatású képek készíthetők.

### Buddhabrot

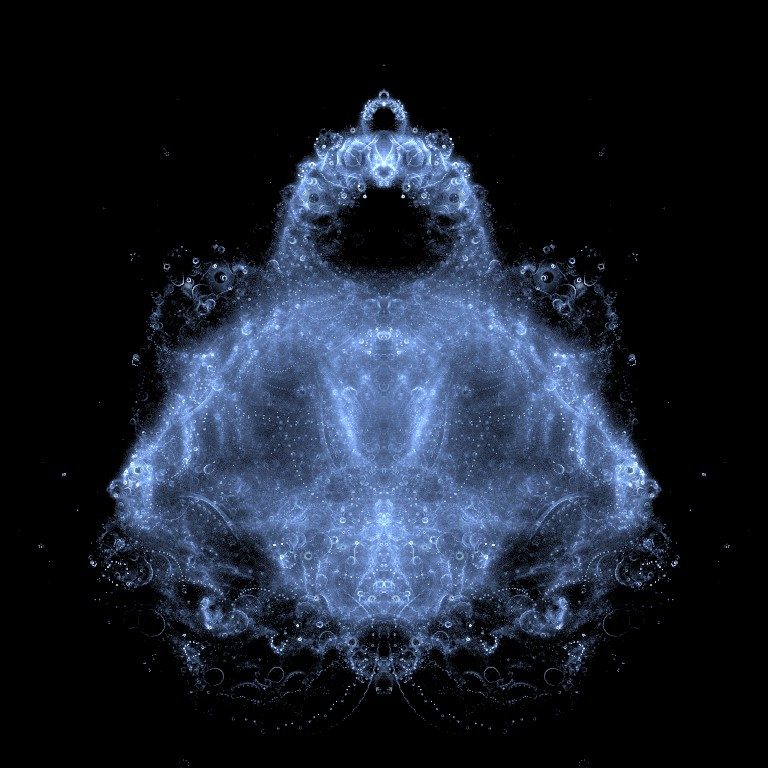
Buddhabrot

A Mandelbrot-halmazhoz kapcsolódik a Buddhabrot-rajz is. Itt a divergens pontsorozatok elemeit jelzik ki. Minél több divergens sorozat ér el egy pontba, annál inkább kivilágosodik az adott pont.
Ezt a program úgy számolja, hogy minden pontra elkészíti az iterált sorozatot egészen addig, amíg kiderül, hogy az divergál-e. Ha igen, akkor a sorozat elemeit kivilágosítja. A kép pontos kinézete nagyban függ az iterációszámtól: minél tovább iterálnak minél több véletlenszerűen választott pontot, annál részletgazdagabb lesz a végső kép. Színes kép is készíthető több, különböző iterációszámú kép egyesítésével.

## Általánosításai
Ha a Mandelbrot-halmaz definíciójában szereplő {\displaystyle z_{n+1}:=(z_{n})^{2}+c\,} rekurziót az általánosabb
{\displaystyle z_{n+1}=f_{c}(z_{n})} rekurzióra cseréljük, akkor általánosított Mandelbrot-halmazokhoz és Julia-halmazokhoz jutunk. Megadva egy konkrét függvénycsaládot, ami a c komplex paramétertől függ, egy általánosított Mandelbrot-halmaz és Julia-halmazok hozzá tartozó családja adódik. A {\displaystyle z_{n+1}:=(z_{n})^{2}+c\,} függvénycsalád éppen a közönséges értelemben vett Mandelbrot-halmazt adja.
Ha a c paraméter mellett az iterált függvény további paraméterektől is függ, akkor kettőnél magasabb, de páros dimenziós általánosított Mandelbrot-halmazokhoz jutunk. Például, ha két komplex paraméter van, c és d, akkor a c és d komplex számok egy kétdimenziós komplex, vagy egy négydimenziós valós tér koordinátáinak tekinthetők.
Ezeknek azonban csak a vetületei ábrázolhatók két dimenzióban.
Valós paraméterekkel is megpróbáltak a Mandelbrot-halmazhoz hasonló részletességgel bíró fraktált találni. A leghíresebb próbálkozás a Mandelbulb, egy háromdimenziós szerkezet, amit a térbeli Mandelbrot-halmaznak is neveznek.
Az iteráció alapjául szolgáló képlet:
{\displaystyle (x,y,z)^{n}=r^{n}(\cos(n\cdot \vartheta )\cos(n\cdot \varphi ),\sin(n\cdot \vartheta )\cos(n\cdot \varphi ),-\sin(n\cdot \varphi ))}
{\displaystyle r={\sqrt {(x^{2}+y^{2}+z^{2})}},\vartheta =\mathrm {arctg} (y/x),\varphi =\mathrm {arctg} (z/{\sqrt {(x^{2}+y^{2})}})}
ahol x, y és z valós paraméterek.
Mindazonáltal vannak régiók ebben a halmazban, amik nem fraktálszerűek.

## A kultúrában
A Mandelbrot-halmazzal foglalkozó szakemberek és művészek az alakzat kulturális ikonná válásának többnyire három okot tulajdonítanak. Az első az alakzat speciális esztétikája önmagában: „sok mindenre emlékeztet: macskára, kaktuszra”, afrikai óriásrovarok formáira, szív vagy vese sematikus ábrázolására, és ez az alakzat részleteire is igaz, amelyek tüskékre, csikóhalakra, növényi indákra és még ki tudja, mi mindenre (nem) hasonlítanak, és mégsem azonosak semmilyen ismert alakzattal vagy sémával. A második az alakzat kaotikus és megfoghatatlan önhasonlósága, ami, ahogyan a legtöbb fraktál, fura játékot űz a véglegesnek hitt fogalmakat alkotni szándékozó megismerő elmével: különféle nagyításokban újra és újra feltűnik a már ismerős alakzat, de matematikai szigorúsággal vizsgálva, valójában sohasem látjuk pontosan ugyanazt. Ami bizonyos nagyításban kör alakú részletnek tűnik, az néhányszor kétszeresére nagyítva indaszerű részletek kusza szövevényévé válik. És ez ráadásul egyfajta meglepetésfaktorral is párosul: az alakzat felfoghatatlanul komplex, egyre nagyobb és nagyobb nagyításban vizsgálva, sohasem tudható, hogy milyen alakzatok tűnnek elő a már ismertnek tételezett részletek helyén. Az esztétikum, rejtély és összetettség mellett az alakzat tudományos jelentősége (a matematikán belül) és alkalmazhatósága is (számos más elméleti és gyakorlati tudományban) számottevőnek bizonyult.
A Mandelbrot-halmazt gyakran a legformagazdagabb geometriai alakzatnak tekintik. Számítógépes grafikáinak esztétikai értékét tovább növeli a rajta kívüli területek művészi színezése. Sok olyan fraktálrajongó, aki használt már tudatmódosító szereket, kinézetében pszichedelikus élményeikhez hasonlítják az így kapott statikus ábrákat és mozgó animációkat. Az 1980-as évek kiadványaitól kezdve matematikai eredetéhez képest meglepő módon vált ismertté, és a legnépszerűbb fraktállá, sőt a kortárs matematika legnépszerűbb objektumává vált. Művészeket ihletett meg és népszerűvé tette a fraktálokat a matematikán kívül is. 
További aspektusa a részletgazdagsága és az előállító algoritmus egyszerűsége közötti kontraszt. Ez párhuzamba hozható azzal, hogy kevés szabály bonyolult rendszereket hozhat létre. A káosz is nagy figyelmet kapott.
Jonathan Coulton amerikai matematikus dalt szerzett a Mandelbrot-halmazról, amiben megköszönte Mandelbrotnak, hogy rendet hozott a káoszba.
Akadnak tudósok, pl. az asztrofizikus és neokreacionista Jason Lisle, akik a fraktálok komplexitását a teizmus és Isten bizonyítékának tekintik és a gondolatmenet illusztrálására a Mandelbrot-halmazt (is) használják. 

## Mandelbrot galéria
| Start | 1  | 2  | 3  | 4  |
| 5     | 6  | 7  | 8  | 9  |
| 10    | 11 | 12 | 13 | 14 |

## Mandelbulb galéria
| Start | 1 | 2 | 3 | 4 |

### A Mandelbrot-halmaz megjelenése, ábrázolása és tulajdonságai
- Maths Town (Youtube csatorna) - hosszú, zenés Mandelbrot-zoom-animációk
- Mathologer: The dark side of M.-set (Youtube videó-előadás)
- Numberphile: Mandelbrot-set (Youtube videó-előadás)
- The Mathemagicians Guild: Mandelbrot set
- TheArtofCode: Mandelbrot fractal explained (Youtube videó-előadás)
- TheCodingTrain: Mandelbrot set with p5.js

### A Mandelbrot-halmaz kapcsolata más fogalmakkal
- Mathologer: Times tables and the heart of maths (Youtube videó-előadás)
- Numberphile:
  - Fibonacci numbers and M. set (Youtube videó-előadás)
  - What's so special about M-set? (Youtube videó-előadás)
- Hunting the hidden dimension (dokumentumfilm)

### Szoftverek és interaktív oldalak
- "Mandelbrot set - online generator" (angolul)

### Általánosítások
- Káprázatos matematikai alakzatokat fedeztek fel
- Elkészült a Mandelbrot "igazi" 3D-s változata
- Mandelbulb fraktál forgatása, www.youtube.com
- A New Scientist a Mandelbulbról
- Paul Nylander a Mandelbulbról

## Fordítás
Ez a szócikk részben vagy egészben  a   Mandelbrot-Menge című német Wikipédia-szócikk fordításán alapul.  Az eredeti cikk szerkesztőit annak laptörténete sorolja fel. Ez a jelzés csupán a megfogalmazás eredetét és a szerzői jogokat jelzi, nem szolgál a cikkben szereplő információk forrásmegjelöléseként.